# Ksenija Atanasijević
Ksenija Atanasijević (Xenia Atanassievich) (1894–1981) fue la primera filósofa serbia de renombre y la primera mujer en dar clases en la Universidad de Belgrado, su alma mater. Escribió sobre Giordano Bruno, la filosofía griega antigua y la historia de la filosofía serbia. Tradujo al serbio obras importantes de filosofía, incluidas obras de Aristóteles, Platón y Spinoza. También fue una de las primeras escritoras y filósofas feministas de Serbia.

## Biografía
Nació el 5 de febrero de 1894 en Belgrado, la menor de los seis hijos del doctor Svetozar Atanasijević y Jelena Atanasijević (apellido de soltera Čumić), quien murió al dar a luz. Su padre era un médico respetado y director del Hospital Estatal de Belgrado. La familia de su madre estaba emparentada con el famoso abogado, escritor y político de Belgrado Aćim Čumić. Doce años después, su padre murió. La madrastra de Ksenija, Sofija Kondić, quien enseñaba en el Colegio de Mujeres (Viša ženska škola) de Belgrado, se convirtió en su tutora legal y continuó con la educación de Ksenija. Así, Ksenija recibió sus primeras lecciones de filosofía: aprendió con rapidez y entusiasmo. Poco después el hermano mayor de Ksenija murió en la Primera Guerra Mundial.
Los mejores amigos de la infancia de Ksenija fueron el poeta Rastko Petrović y su hermana, la pintora Nadežda Petrović.

### Obra académica
Mientras Ksenija asistía al Liceo, también recibió la influencia de Nada Stoiljković, su profesora de filosofía. Stoiljković le sugirió a Ksenija que estudiara filosofía con su antiguo profesor en Belgrado, Branislav Petronijević, y así, en el otoño de 1918, Ksenija Atanasijevic se convirtió en alumna de Petronijevic en la Universidad de Belgrado.
Autoritario y exigente, Petronijević era exactamente lo que Ksenija necesitaba en ese momento. Fue un profesor brillante y uno de los filósofos más famosos de su época en Serbia y en otros lugares, un maestro exigente y exigente.

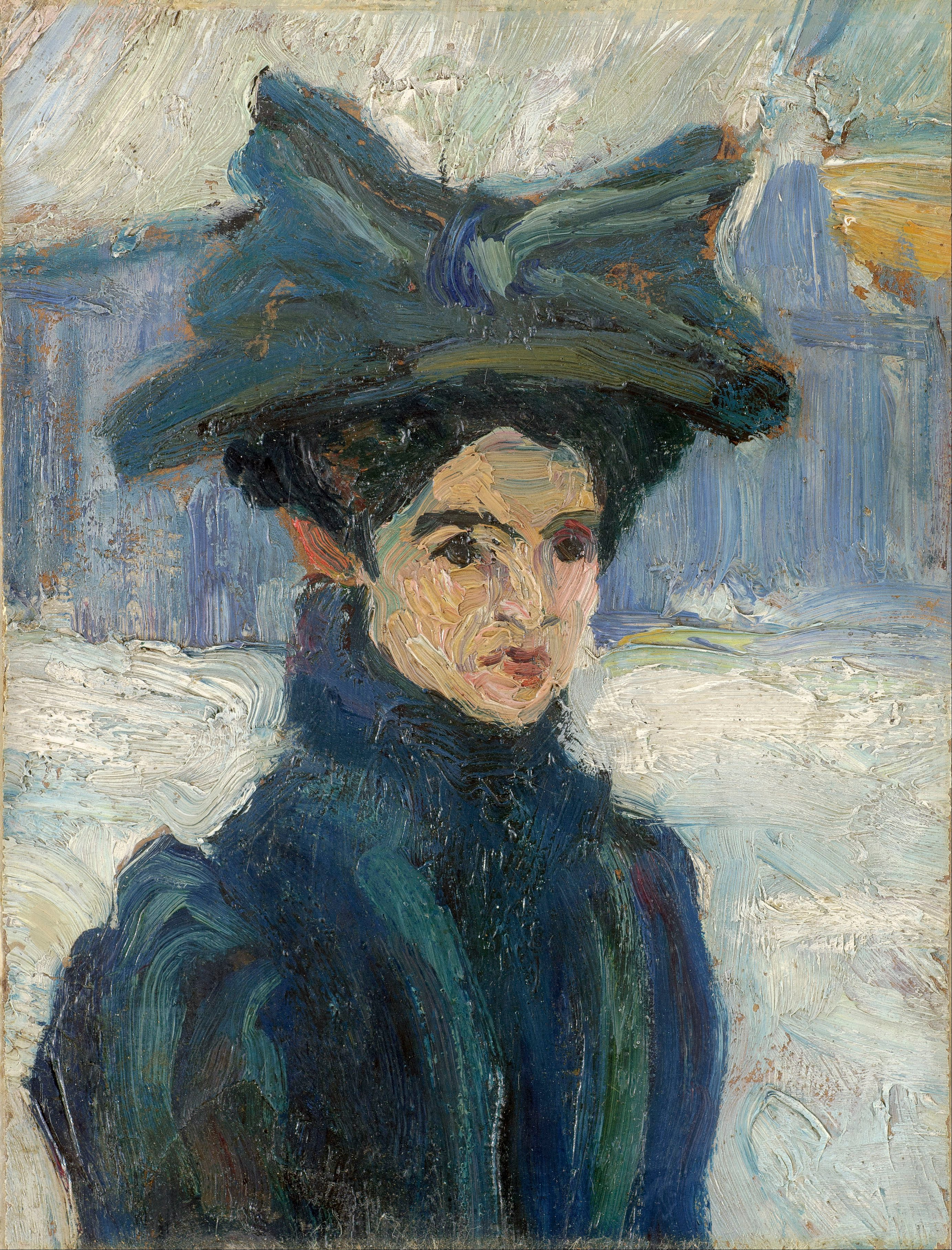
Atanasijević sobre un cuadro de Nadežda Petrović (1912)

El objetivo de Petronijević era desafiar a sus alumnos a ser capaces de mantener una discusión filosófica con su tutor. Ksenija fue una de las estudiantes más brillantes que asistieron la universidad. Por ello, llamó la atención de los intelectuales más distinguidos de Belgrado al poco tiempo. Se graduó en julio de 1920 con las calificaciones más altas de su generación, obtuvo un título universitario en «Filosofía pura y aplicada y Estudios Clásicos». Decidió dedicarse a la filosofía y poco después de graduarse comenzó a trabajar en una tesis doctoral sobre «De triplici minimo» de Giordano Bruno. Viajó a Ginebra y París para buscar obras filosóficas raras y discutir su tesis con especialistas en la materia y el 20 de enero de 1922 defendió su doctorado con honores en Belgrado ante un panel de académicos, entre ellos el rector Jovan Cvijić, Mihailo Petrović, Milutin Milanković, Veselin Čajkanović y Branislav Petronijević, su mentor. Tras defender con éxito su tesis, a los 28 años se convirtió en la primera mujer en obtener un doctorado en el Reino de los serbios, croatas y eslovenos.

### Reconocimiento
En 1924 se convirtió en la primera profesora universitaria en dar clases en el Departamento de Filosofía de la Facultad de Artes de la Universidad de Belgrado. Enseñó filosofía clásica, medieval, moderna y estética durante doce años. Durante su carrera docente, fue una feminista comprometida tanto en la teoría como en la práctica. Fue miembro de la Liga de Mujeres Serbias por la Paz y la Libertad, de la Alianza del Movimiento de Mujeres y editora de la primera revista feminista del país, «El Movimiento de Mujeres» (Ženski pokret ), publicada entre 1920 y 1938.
En ese momento, la Enciclopedia Británica citó su estudio, La doctrina metafísica y geométrica de Bruno, escrito en francés en París en 1924, como una obra autorizada sobre un aspecto importante y a menudo descuidado de la filosofía de Bruno. Su despido provocó una gran indignación entre los intelectuales de Belgrado. En una reunión pública en la que muchas personas hablaron en su apoyo, los oradores más destacados fueron el profesor de derecho Živojin M. Perić y los poetas Rastko Petrović y Sima Pandurović.

### 1946-1946
Pandurović, quien la apoyó durante todo el proceso, fue citado en un artículo periodístico diciendo: «Fue acusada de plagio en el pleno del Consejo Universitario por un miembro de la facultad que no tiene la más remota idea de filosofía y que inexplicablemente, se ha encargado de defender esa disciplina de un pensador genuino».
Sin embargo, a pesar del apoyo que recibió Atanasijević, su puesto en la universidad nunca le fue restituido y pasó el resto de su vida laboral, hasta 1941, como inspectora del Ministerio de Educación. La Segunda Guerra Mundial trajo consigo problemas y disturbios incluso para la apolítica Ksenija Atanasijević. Después de escribir artículos contra el antisemitismo y el nacionalsocialismo, fue arrestada por la Gestapo en 1942. Al terminar la guerra fue arrestada nuevamente, pero esta vez por el movimiento comunista de Tito, acusada de crímenes de guerra, como los atribuidos a Veselin Čajkanović y otros por enseñar durante la ocupación nazi. Una vez liberada, se jubiló en 1946 después de un breve periodo como empleada de la Biblioteca Nacional de Serbia.

## Legado
Ksenija Atansijević dejó una obra considerable más de 400 textos, entre libros y ensayos sobre filosofía, psicología, historia y literatura. Su interés por la filosofía era amplio y ecléctico, abarcando la ética, la metafísica, la lógica, la estética y la historia de la filosofía. Es más conocida por sus interpretaciones originales de la obra de Giordano Bruno y por su «filosofía del significado» desarrollada en Filozofski fragmenti (Fragmentos filosóficos, 1928-1929), considerada por muchos como su obra más importante y significativa. Murió en Belgrado en 1981.

## Obras escogidas
- Brunovo učenje o najmanjem, Belgrado, 1922.
- Počeci filozofiranja kod Grka, Belgrado, 1928.
- Filozofski fragmenti I-II, Belgrado, 1929-30.
- La doctrina métaphysique et géométrique de Bruno, Bg et Paris 1923.
- L'Atomisme d'Epicure, París 1928.
- Un fragment philosophique, Belgrado, 1929.
- Considération sur le monde et la vie dans la littérature populaire des Yougoslaves, París 1929/30.
- Die gegenwärtigen philosophishen Strömungen in Jugoslawien – Der russische Gedanke, Internationale Zeitschrift für Philosophie, Bonn, 3, 1930.
- Die Anfänge des Philosophiernes bei den Griechen, 1928.
- Organon, una traducción
- Ética, una traducción